# AVIC Cloud Shadow
Il Cloud Shadow è un UAV di tipo HALE (High-Altitude Long Endurance) sviluppato in Cina per missioni di ricognizione.

## Caratteristiche
Questo velivolo nasce con l'intento di mettere sul mercato un drone economico, per grandi altitudini e durate, con la possibilità di avere un armamento. Presenta una forma piuttosto aerodinamica, con delle ali inclinate all'indietro, un impennaggio a V e si divide in due versioni, di cui la seconda armata con quattro punti di aggancio (due per ala), per un carico di 650 kg.